# Division Est de la Ligue nationale
La division Est de la Ligue nationale est l'une des 3 divisions de la Ligue nationale de baseball et l'une des 6 divisions de la Ligue majeure de baseball.
Cette division compte 5 équipes depuis la saison 1994, après en avoir compté 6 de sa création en 1969 jusqu'en 1992, puis 7 équipes en 1993. Les clubs actuels sont situés sur la côte Est des États-Unis, plus précisément le nord-est avec New York, la région Mid-Atlantic avec Philadelphie et Washington, et le sud-est avec Atlanta et Miami. Jusqu'en 2004, la division s'étendait au nord jusqu'au Canada, avec une franchise à Montréal.
La division Est est créée en 1969 en même temps que la division Ouest de la Ligue nationale. Avant cette date, la Ligue nationale comptait 10 équipes, sans divisions.
Les champions en titre actuels de la division Est de la Ligue nationale sont les Phillies de Philadelphie, qui ont terminé au premier rang lors de la saison 2024.

## Équipes

### Équipes actuelles
- Braves d'Atlanta : depuis 1994, après avoir été membre de la division Ouest de la Ligue nationale de 1969 à 1993.
- Marlins de Miami : depuis leur entrée dans la MLB en 1993 (à l'origine appelés Marlins de la Floride).
- Mets de New York : depuis 1969.
- Nationals de Washington : depuis l'arrivée de la franchise (anciens Expos de Montréal) à Washington en 2005.
- Phillies de Philadelphie : depuis 1969.

### Anciennes équipes
- Cardinals de Saint-Louis : de 1969 à 1993, avant de passer à la division Centrale de la Ligue nationale en 1994.
- Cubs de Chicago : de 1969 à 1993, avant de passer à la division Centrale de la Ligue nationale en 1994.
- Expos de Montréal : de 1969 à 2004, avant le transfert de la franchise vers Washington.
- Pirates de Pittsburgh : de 1969 à 1993, avant de passer à la division Centrale de la Ligue nationale en 1994.

## Champions de division
La liste des champions de la division Est de la Ligue nationale :
| Saison | Franchise                                                                                                | Bilan | % | Résultats en playoffs                                                                                    |
| ------ | --- | --- | --- | --- |
| 1969   | Mets de New York                                                                                         | 100-62                                                                                                   | .617 | Victoire - NLCS (Braves) 3-0 Victoire - World Series (Orioles) 4-1                                       |
| 1970   | Pirates de Pittsburgh                                                                                    | 89-73 | .549 | Défaite - NLCS (Reds) 3-0                                                                                |
| 1971   | Pirates de Pittsburgh                                                                                    | 97-65 | .599 | Victoire - NLCS (Giants) 3-1 Victoire - World Series (Orioles) 4-3                                       |
| 1972   | Pirates de Pittsburgh                                                                                    | 96-59 | .619 | Défaite - NLCS (Reds) 3-2                                                                                |
| 1973   | Mets de New York                                                                                         | 82-79 | .509 | Victoire - NLCS (Reds) 3-2 Défaite - World Series (Athletics) 4-3                                        |
| 1974   | Pirates de Pittsburgh                                                                                    | 88-74 | .543 | Défaite - NLCS (Dodgers) 3-1                                                                             |
| 1975   | Pirates de Pittsburgh                                                                                    | 92-69 | .571 | Défaite - NLCS (Reds) 3-0                                                                                |
| 1976   | Phillies de Philadelphie                                                                                 | 101-61                                                                                                   | .623 | Défaite - NLCS (Reds) 3-0                                                                                |
| 1977   | Phillies de Philadelphie                                                                                 | 101-61                                                                                                   | .623 | Défaite - NLCS (Dodgers) 3-1                                                                             |
| 1978   | Phillies de Philadelphie                                                                                 | 90-72 | .556 | Défaite - NLCS (Dodgers) 3-1                                                                             |
| 1979   | Pirates de Pittsburgh                                                                                    | 98-64 | .605 | Victoire - NLCS (Reds) 3-0 Victoire - World Series (Orioles) 4-3                                         |
| 1980   | Phillies de Philadelphie                                                                                 | 91-71 | .562 | Victoire - NLCS (Astros) 3-2 Victoire - World Series (Royals) 4-2                                        |
| 1981   | Expos de Montréal (1)                                                                                    | 60-48 | .556 | Victoire - NLDS (Phillies) 3-2 Défaite - NLCS (Dodgers) 3-2                                              |
| 1982   | Cardinals de Saint-Louis                                                                                 | 92-70 | .570 | Victoire - NLCS (Braves) 3-0 Victoire - World Series (Brewers) 4-3                                       |
| 1983   | Phillies de Philadelphie                                                                                 | 90-72 | .556 | Victoire - NLCS (Dodgers) 3-1 Défaite - World Series (Orioles) 4-1                                       |
| 1984   | Cubs de Chicago                                                                                          | 96-65 | .596 | Défaite - NLCS (Padres) 3-2                                                                              |
| 1985   | Cardinals de Saint-Louis                                                                                 | 101-61                                                                                                   | .623 | Victoire - NLCS (Dodgers) 4-2 Défaite - World Series (Royals) 4-3                                        |
| 1986   | Mets de New York                                                                                         | 108-54                                                                                                   | .667 | Victoire - NLCS (Astros) 4-2 Victoire - World Series (Red Sox) 4-3                                       |
| 1987   | Cardinals de Saint-Louis (3)                                                                             | 95-67 | .586 | Victoire - NLCS (Giants) 4-3 Défaite - World Series (Twins) 4-3                                          |
| 1988   | Mets de New York                                                                                         | 100-60                                                                                                   | .625 | Défaite - NLCS (Dodgers) 4-3                                                                             |
| 1989   | Cubs de Chicago (2)                                                                                      | 93-69 | .574 | Défaite - NLCS (Giants) 4-1                                                                              |
| 1990   | Pirates de Pittsburgh                                                                                    | 95-67 | .586 | Défaite - NLCS (Reds) 4-2                                                                                |
| 1991   | Pirates de Pittsburgh                                                                                    | 98-64 | .605 | Défaite - NLCS (Braves) 4-3                                                                              |
| 1992   | Pirates de Pittsburgh (9)                                                                                | 96-66 | .593 | Défaite - NLCS (Braves) 4-3                                                                              |
| 1993   | Phillies de Philadelphie                                                                                 | 97-65 | .599 | Victoire - NLCS (Braves) 4-2 Défaite - World Series (Blue Jays) 4-2                                      |
| 1994   | Aucun champion officiel à cause de la grève des joueurs. Les Expos de Montréal (74-40) étaient premiers. | Aucun champion officiel à cause de la grève des joueurs. Les Expos de Montréal (74-40) étaient premiers. | Aucun champion officiel à cause de la grève des joueurs. Les Expos de Montréal (74-40) étaient premiers. | Aucun champion officiel à cause de la grève des joueurs. Les Expos de Montréal (74-40) étaient premiers. |
| 1995   | Braves d'Atlanta                                                                                         | 90-54 | .625 | Victoire - NLDS (Rockies) 3-1 Victoire - NLCS (Reds) 4-0 Victoire - World Series (Indians) 4-2           |
| 1996   | Braves d'Atlanta                                                                                         | 96-66 | .593 | Victoire - NLDS (Dodgers) 3-0 Victoire - NLCS (Cardinals) 4-3 Défaite - World Series (Yankees) 4-2       |
| 1997   | Braves d'Atlanta                                                                                         | 101-61                                                                                                   | .623 | Victoire - NLDS (Astros) 3-0 Défaite - NLCS (marlins) 4-2                                                |
| 1998   | Braves d'Atlanta                                                                                         | 106-56                                                                                                   | .654 | Victoire - NLDS (Cubs) 3-0 Défaite - NLCS (Padres) 4-2                                                   |
| 1999   | Braves d'Atlanta                                                                                         | 103-59                                                                                                   | .636 | Victoire - NLDS (Astros) 3-1 Victoire - NLCS (Mets) 4-2 Défaite - World Series (Yankees) 4-0             |
| 2000   | Braves d'Atlanta                                                                                         | 95-67 | .586 | Défaite - NLDS (Cardinals) 3-0                                                                           |
| 2001   | Braves d'Atlanta                                                                                         | 88-74 | .543 | Victoire - NLDS (Astros) 3-0 Défaite - NLCS (Diamondbacks) 4-1                                           |
| 2002   | Braves d'Atlanta                                                                                         | 101-59                                                                                                   | .631 | Défaite - NLDS (Giants) 3-2                                                                              |
| 2003   | Braves d'Atlanta                                                                                         | 101-61                                                                                                   | .623 | Défaite - NLDS (Cubs) 3-2                                                                                |
| 2004   | Braves d'Atlanta                                                                                         | 96-66 | .593 | Défaite - NLDS (Astros) 3-2                                                                              |
| 2005   | Braves d'Atlanta                                                                                         | 90-72 | .599 | Défaite - NLDS (Astros) 3-1                                                                              |
| 2006   | Mets de New York                                                                                         | 97-65 | .599 | Victoire - NLDS (Dodgers) 3-0 Défaite - NLCS (Cardinals) 4-3                                             |
| 2007   | Phillies de Philadelphie                                                                                 | 89-73 | .549 | Défaite - NLDS (Rockies) 3-0                                                                             |
| 2008   | Phillies de Philadelphie                                                                                 | 92-70 | .568 | Victoire - NLDS (Brewers) 3-1 Victoire - NLCS (Dodgers) 4-1 Victoire - World Series (Rays) 4-1           |
| 2009   | Phillies de Philadelphie                                                                                 | 93-69 | .574 | Victoire - NLDS (Rockies) 3-1 Victoire - NLCS (Dodgers) 4-1 Défaite - World Series (Yankees) 4-2         |
| 2010   | Phillies de Philadelphie                                                                                 | 97-65 | .599 | Victoire - NLDS (Reds) 3-0 Défaite - NLCS (Giants) 4-2                                                   |
| 2011   | Phillies de Philadelphie                                                                                 | 102-60                                                                                                   | .630 | Défaite - NLDS (Cardinals) 3-2                                                                           |
| 2012   | Nationals de Washington                                                                                  | 98-64 | .605 | Défaite - NLDS (Cardinals) 3-2                                                                           |
| 2013   | Braves d'Atlanta                                                                                         | 96-66 | .593 | Défaite - NLDS (Dodgers) 3-1                                                                             |
| 2014   | Nationals de Washington                                                                                  | 96-66 | .593 | Défaite - NLDS (Giants) 3-1                                                                              |
| 2015   | Mets de New York (6)                                                                                     | 90-72 | .556 | Victoire - NLDS (Dodgers) 3-2 Victoire - NLCS (Cubs) 4-0 Défaite - World Series (Royals) 4-1             |
| 2016   | Nationals de Washington                                                                                  | 95-67 | .586 | Défaite - NLDS (Dodgers) 3-2                                                                             |
| 2017   | Nationals de Washington (5)                                                                              | 97-65 | .599 | Défaite - NLDS (Cubs) 3-2                                                                                |
| 2018   | Braves d'Atlanta                                                                                         | 90-72 | .556 | Défaite - NLDS (Dodgers) 3-1                                                                             |
| 2019   | Braves d'Atlanta                                                                                         | 97-65 | .599 | Défaite - NLDS (Cardinals) 3-2                                                                           |
| 2020   | Braves d'Atlanta                                                                                         | 35-25 | .583 | Victoire - NLWC (Reds) 2-0 Victoire - NLDS (Marlins) 3-0 Défaite - NLCS (Dodgers) 4-3                    |
| 2021   | Braves d'Atlanta                                                                                         | 88-73 | .547 | Victoire - NLDS (Brewers) 3-1 Victoire - NLCS (Dodgers) 4-2 Victoire - World Series (Astros) 4-2         |
| 2022   | Braves d'Atlanta                                                                                         | 101-61                                                                                                   | .623 | Défaite - NLDS (Phillies) 3-1                                                                            |
| 2023   | Braves d'Atlanta (18)                                                                                    | 104-58                                                                                                   | .642 | Défaite - NLDS (Phillies) 3-1                                                                            |
| 2024   | Phillies de Philadelphie (12)                                                                            | 95-67 | .586 | Défaite - NLDS (Mets) 3-1                                                                                |

## Qualifiés en Wild Card
Depuis 1995, un club ne terminant pas au premier rang de sa division peut se qualifier pour les séries éliminatoires comme meilleur deuxième s'il a la meilleure fiche victoires-défaites des équipes de deuxièmes places de sa ligue (divisions Est, Centrale et Ouest). Dans chaque ligue depuis la saison 2012, les deux clubs avec la meilleure fiche parmi ceux ne terminant pas en première place de leur division sont qualifiés en éliminatoires. Depuis la saison 2022, les séries éliminatoires sont étendues à trois wild card par ligue au lieu de deux.
| Saison | Franchise                | Bilan  | %    | GB  | Résultats en playoffs |
| ------ | ------------------------ | ------ | ---- | --- | --- |
| 1997   | Marlins de la Floride    | 92-70  | .568 | 9   | Victoire - NLDS (Giants) 3-0 Victoire - NLCS (Braves) 4-2 Victoire - World Series (Indians) 4-3                               |
| 1999   | Mets de New York         | 97-66  | .595 | 6.5 | Victoire - NLDS (Diamondbacks) 3-1 Défaite - NLCS (Braves) 4-2                                                                |
| 2000   | Mets de New York         | 94-68  | .580 | 1   | Victoire - NLDS (Giants) 3-1 Victoire - NLCS (Cardinals) 4-1 Défaite - World Series (Yankees) 4-1                             |
| 2003   | Marlins de la Floride    | 91-71  | .562 | 10  | Victoire - NLDS (Giants) 3-1 Victoire - NLCS (Cubs) 4-3 Victoire - World Series (Yankees) 4-2                                 |
| 2010   | Braves d'Atlanta         | 91-71  | .562 | 6   | Défaite - NLDS (Giants) 3-1                                                                                                   |
| 2012   | Braves d'Atlanta         | 94-68  | .580 | 4   | Défaite - NLWC (Cardinals) |
| 2016   | Mets de New York         | 87-75  | .537 | 8   | Défaite - NLWC (Giants) |
| 2019   | Nationals de Washington  | 93-69  | .574 | 4   | Victoire - NLWC (Brewers) Victoire - NLDS (Dodgers) 3-2 Victoire - NLCS (Cardinals) 4-0 Victoire - World Series (Astros) 4-3  |
| 2020   | Marlins de Miami         | 31-29  | .517 | 4   | Victoire - NLWC (Cubs) 2-0 Défaite - NLDS (Braves) 3-0                                                                        |
| 2022   | Mets de New York         | 101-61 | .623 | 0   | Défaite - NLWC (Padres) 2-1                                                                                                   |
| 2022   | Phillies de Philadelphie | 87-75  | .537 | 14  | Victoire - NLWC (Cardinals) 2-0 Victoire - NLDS (Braves) 3-1 Victoire - NLCS (Padres) 4-1 Défaite - World Series (Astros) 4-2 |
| 2023   | Phillies de Philadelphie | 90-72  | .556 | 14  | Victoire - NLWC (Marlins) 2-0 Victoire - NLDS (Braves) 3-1 Défaite - NLCS (Diamondbacks) 4-3                                  |
| 2023   | Marlins de Miami         | 84-78  | .522 | 20  | Défaite - NLWC (Phillies) 2-0                                                                                                 |
| 2024   | Braves d'Atlanta         | 89-73  | .549 | 6   | Défaite - NLWC (Padres) 2-0                                                                                                   |
| 2024   | Mets de New York         | 89-73  | .549 | 6   | Victoire - NLWC (Brewers) 2-1 Victoire - NLDS (Phillies) 3-1 Défaite - NLCS (Mets) 4-2                                        |

## Résultats par équipes
Tableau mis à jour après la saison 2022.
| Franchise                                 | Titres | Dernier titre | Années | Wild Card |
| ----------------------------------------- | ------ | ------------- | --- | --------- |
| Braves d'Atlanta                          | 18     | 2023          | 1995, 1996, 1997, 1998, 1999, 2000, 2001, 2002, 2003, 2004, 2005, 2013, 2018, 2019, 2020, 2021, 2022, 2023 | 3         |
| Phillies de Philadelphie                  | 12     | 2024          | 1976, 1977, 1978, 1980, 1983, 1993, 2007, 2008, 2009, 2010, 2011, 2024                                     | 2         |
| Pirates de Pittsburgh                     | 9      | 1992          | 1970, 1971, 1972, 1974, 1975, 1979, 1990, 1991, 1992                                                       | —         |
| Mets de New York                          | 6      | 2015          | 1969, 1973, 1986, 1988, 2006, 2015                                                                         | 6         |
| Nationals de Washington/Expos de Montréal | 5      | 2017          | 1981, 2012, 2014, 2016, 2017                                                                               | 1         |
| Cardinals de Saint-Louis                  | 3      | 1987          | 1982, 1985, 1987                                                                                           | —         |
| Cubs de Chicago                           | 2      | 1989          | 1984, 1989                                                                                                 | —         |
| Marlins de la Floride/de Miami            | 0      | —             | - | 3         |

- en italique : Ancien membres de la divsion

## Résultats saison par saison
Légende :
- Vainqueur des World Series
- Finaliste des World Series
- Qualifié pour les séries éliminatoires
- (x) : Classement (seed) dans la conférence en fin de saison régulière

| Saison | Bilan des équipes         | Bilan des équipes        | Bilan des équipes        | Bilan des équipes    | Bilan des équipes    | Bilan des équipes    | Bilan des équipes |
| --- | ------------------------- | ------------------------ | ------------------------ | -------------------- | -------------------- | -------------------- | ----------------- |
| Saison | 1er                       | 2e                       | 3e                       | 4e                   | 5e                   | 6e                   | 7e                |
| 1969 | NY Mets (100-62)          | Chi Cubs (92-70)         | Pittsburgh (88-74)       | Saint-Louis (87-75)  | Philadelphie (63-99) | Montréal (52-110)    |                   |
| 1970 | Pittsburgh (89-73)        | Chi Cubs (84-78)         | NY Mets (83-79)          | Saint-Louis (76-86)  | Philadelphie (73-88) | Montréal (73-89)     |                   |
| 1971 | Pittsburgh (97-65)        | Saint-Louis (90-72)      | Chi Cubs (83-79)         | NY Mets (83-79)      | Montréal (71-90)     | Philadelphie (67-95) |                   |
| 1972 | Pittsburgh (96-59)        | Chi Cubs (85-70)         | NY Mets (83-73)          | Saint-Louis (75-81)  | Montréal (70-86)     | Philadelphie (59-97) |                   |
| 1973 | NY Mets (82-79)           | Saint-Louis (81-81)      | Pittsburgh (80-82)       | Montréal (79-83)     | Chi Cubs (77-84)     | Philadelphie (71-91) |                   |
| 1974 | Pittsburgh (88-74)        | Saint-Louis (86-75)      | Philadelphie (80-82)     | Montréal (79-82)     | NY Mets (71-91)      | Chi Cubs (66-96)     |                   |
| 1975 | Pittsburgh (92-69)        | Philadelphie (76-76)     | NY Mets (82-80)          | Saint-Louis (82-80)  | Chi Cubs (75-87)     | Montréal (75-87)     |                   |
| 1976 | Philadelphie (101-61)     | Pittsburgh (92-70)       | NY Mets (86-76)          | Chi Cubs (75-87)     | Saint-Louis (72-90)  | Montréal (55-107)    |                   |
| 1977 | Philadelphie (101-61)     | Pittsburgh (96-66)       | Saint-Louis (83-79)      | Chi Cubs (81-81)     | Montréal (75-87)     | NY Mets (64-98)      |                   |
| 1978 | Philadelphie (90-72)      | Pittsburgh (88-73)       | Chi Cubs (79-83)         | Montréal (76-86)     | Saint-Louis (69-93)  | NY Mets (63-99)      |                   |
| 1979 | Pittsburgh (98-64)        | Montréal (95-65)         | Saint-Louis (86-76)      | Philadelphie (84-78) | Chi Cubs (80-82)     | NY Mets (63-99)      |                   |
| 1980 | Philadelphie (91-71)      | Montréal (90-72)         | Pittsburgh (83-79)       | Saint-Louis (74-88)  | NY Mets (67-95)      | Chi Cubs (64-98)     |                   |
| 1981 | Saint-Louis (59-43)       | Montréal (60-48)         | Philadelphie (59-48)     | Pittsburgh (46-56)   | NY Mets (41-62)      | Chi Cubs (38-65)     |                   |
| 1982 | Saint-Louis (90-72)       | Philadelphie (89-73)     | Montréal (86-76)         | Pittsburgh (84-78)   | Chi Cubs (73-89)     | NY Mets (65-97)      |                   |
| 1983 | Philadelphie (90-72)      | Pittsburgh (84-78)       | Montréal (82-80)         | Saint-Louis (79-83)  | Chi Cubs (71-91)     | NY Mets (68-94)      |                   |
| 1984 | Chi Cubs (96-65)          | NY Mets (90-72)          | Saint-Louis (84-78)      | Philadelphie (81-81) | Montréal (78-83)     | Pittsburgh (75-87)   |                   |
| 1985 | Saint-Louis (101-61)      | NY Mets (98-64)          | Montréal (84-77)         | Chi Cubs (77-84)     | Philadelphie (75-87) | Pittsburgh (57-104)  |                   |
| 1986 | NY Mets (108-54)          | Philadelphie (86-75)     | Saint-Louis (79-82)      | Montréal (78-83)     | Chi Cubs (70-90)     | Pittsburgh (64-98)   |                   |
| 1987 | Saint-Louis (95-67)       | NY Mets (92-70)          | Montréal (91-71)         | Philadelphie (80-82) | Pittsburgh (80-82)   | Chi Cubs (76-85)     |                   |
| 1988 | NY Mets (100-60)          | Pittsburgh (85-75)       | Montréal (81-81)         | Chi Cubs (77-85)     | Saint-Louis (76-86)  | Philadelphie (65-96) |                   |
| 1989 | Chi Cubs (93-69)          | NY Mets (87-75)          | Saint-Louis (86-76)      | Montréal (81-81)     | Pittsburgh (74-88)   | Philadelphie (67-95) |                   |
| 1990 | Pittsburgh (95-67)        | NY Mets (91-71)          | Montréal (85-77)         | Chi Cubs (77-85)     | Philadelphie (77-85) | Saint-Louis (70-92)  |                   |
| 1991 | Pittsburgh (98-64)        | Saint-Louis (84-78)      | Philadelphie (78-84)     | Chi Cubs (77-83)     | NY Mets (77-84)      | Montréal (71-90)     |                   |
| 1992 | Pittsburgh (96-66)        | Montréal (87-75)         | Saint-Louis (83-79)      | Chi Cubs (78-84)     | NY Mets (72-90)      | Philadelphie (70-92) |                   |
| 1993 : Les Marlins de la Floride rejoignent la division en tant qu'équipe d'expansion. |                           |                          |                          |                      |                      |                      |                   |
| 1993 | Philadelphie (97-65)      | Montréal (94-68)         | Saint-Louis (87-75)      | Chi Cubs (84-78)     | Pittsburgh (75-87)   | Floride (64-98)      | NY Mets (59-103)  |
| 1994 : Les Cubs de Chicago, les Pirates de Pittsburgh et les Cardinals de Saint-Louis rejoignent la division NL Central. Les Braves d'Atlanta arrivent de la division NL West. En raison de la grève des joueurs, la saison est annulée. Les séries éliminatoires ainsi que les séries mondiales sont annulées. |                           |                          |                          |                      |                      |                      |                   |
| 1994 | Montréal (74-40)          | Atlanta (68-46)          | NY Mets (55-58)          | Philadelphie (54-61) | Floride (51-64)      |                      |                   |
| 1995 | (1) Atlanta (90-54)       | NY Mets (69-75)          | Philadelphie 69-75()     | Floride (67-76)      | Montréal (66-78)     |                      |                   |
| 1996 | (1) Atlanta (96-66)       | Montréal (88-74)         | Floride (80-82)          | NY Mets (71-91)      | Philadelphie (67-95) |                      |                   |
| 1997 | (1) Atlanta (101-61)      | (4) Floride (92-70)      | NY Mets (88-74)          | Montréal (78-84)     | Philadelphie (68-94) |                      |                   |
| 1998 | (1) Atlanta (106-56)      | NY Mets (8-74)           | Philadelphie (75-87)     | Montréal (65-97)     | Floride (54-108)     |                      |                   |
| 1999 | (1) Atlanta (106-59)      | (4) NY Mets (97-66)      | Philadelphie (77-85)     | Montréal (68-94)     | Floride (64-98)      |                      |                   |
| 2000 | (3) Atlanta (103-59)      | (4) NY Mets (94-68)      | Floride (79-82)          | Montréal (67-95)     | Philadelphie (65-97) |                      |                   |
| 2001 | (3) Atlanta (88-74)       | Philadelphie (86-76)     | NY Mets (82-80)          | Floride (76-86)      | Montréal (68-94)     |                      |                   |
| 2002 | (1) Atlanta (101-59)      | Montréal (83-79)         | Philadelphie (80-81)     | Floride (79-83)      | NY Mets (75-86)      |                      |                   |
| 2003 | (1) Atlanta (101-61)      | (4) Floride (91-71)      | Philadelphie (86-76)     | Montréal (83-79)     | NY Mets (66-95)      |                      |                   |
| 2004 | (2) Atlanta (96-66)       | Philadelphie (86-76)     | Floride (83-79)          | NY Mets (71-91)      | Montréal (67-95)     |                      |                   |
| 2005 : Les Expos de Montréal déménagent à Washington DC et se renomment les Nationals de Washington. |                           |                          |                          |                      |                      |                      |                   |
| 2005 | (2) Atlanta (90-72)       | Philadelphie (88-74)     | Floride (83-79)          | NY Mets (83-79)      | Washington (81-81)   |                      |                   |
| 2006 | (1) NY Mets (97-65)       | Philadelphie (85-77)     | Atlanta (79-83)          | Floride (78-84)      | Washington (71-91)   |                      |                   |
| 2007 | (2) Philadelphie (89-73)  | NY Mets (88-74)          | Atlanta (84-78)          | Washington (73-89)   | Floride (71-91)      |                      |                   |
| 2008 | (2) Philadelphie (92-70)  | NY Mets (89-73)          | Floride (84-77)          | Atlanta (72-90)      | Washington (59-102)  |                      |                   |
| 2009 | (2) Philadelphie (93-69)  | Floride (87-75)          | Atlanta (86-76)          | NY Mets (70-92)      | Washington (59-103)  |                      |                   |
| 2010 | (1) Philadelphie (97-65)  | (4) Atlanta (91-71)      | Floride (80-82)          | NY Mets (79-83)      | Washington (69-93)   |                      |                   |
| 2011 | (1) Philadelphie (102-60) | Atlanta (89-73)          | Washington (80-81)       | NY Mets (77-85)      | Floride (72-90)      |                      |                   |
| 2012 : Les Marlins de la Floride se renomment les Marlins de Miami. |                           |                          |                          |                      |                      |                      |                   |
| 2012 | (1) Washington (98-64)    | (4) Atlanta (94-68)      | Philadelphie (81-81)     | NY Mets (74-88)      | Miami (69-93)        |                      |                   |
| 2013 | (12) Atlanta (96-66)      | Washington (86-76)       | NY Mets (74-88)          | Philadelphie (73-89) | Miami (62-100)       |                      |                   |
| 2014 | (1) Washington (96-66)    | Atlanta (79-83)          | NY Mets (79-83)          | Miami (77-85)        | Philadelphie (73-89) |                      |                   |
| 2015 | (3) NY Mets (90-72)       | Washington (83-79)       | Miami (71-91)            | Atlanta (67-95)      | Philadelphie (63-99) |                      |                   |
| 2016 | (2) Washington (95-67)    | (4) NY Mets (87-75)      | Miami (79-82)            | Philadelphie (71-91) | Atlanta (68-93)      |                      |                   |
| 2017 | (2) Washington (97-65)    | Miami (77-85)            | Atlanta (72-90)          | NY Mets (72-90)      | Philadelphie (66-96) |                      |                   |
| 2018 | (3) Atlanta (90-72)       | Washington (82-80)       | Philadelphie (80-82)     | NY Mets (77-85)      | Miami (63-98)        |                      |                   |
| 2019 | (2) Atlanta (97-65)       | (4) Washington (93-69)   | NY Mets (86-76)          | Philadelphie (81-81) | Miami (57-105)       |                      |                   |
| 2020 : En raison de la pandémie de COVID-19, la saison a été raccourcie à 60 matchs. Les séries éliminatoires ont été étendues à huit équipes et les wild cards ont été joués au meilleur des trois matchs. |                           |                          |                          |                      |                      |                      |                   |
| 2020 | (2) Atlanta (35-25)       | (6) Miami (31-29)        | Philadelphie (28-32)     | Washington (26-34)   | NY Mets (26-34)      |                      |                   |
| 2021 | (3) Atlanta (88-73)       | Philadelphie (82-80)     | NY Mets (77-85)          | Miami (67-95)        | Washington (65-97)   |                      |                   |
| 2022 | (2) Atlanta (101-61)      | (4) NY Mets (101-61)     | (6) Philadelphie (87-75) | Miami (69-93)        | Washington (55-107)  |                      |                   |
| 2023 | (1) Atlanta (104-58)      | (4) Philadelphie (90-72) | (5) Miami (84-78)        | NY Mets (75-87)      | Washington (71-91)   |                      |                   |
| 2024 | (2) Philadelphie (95-67)  | (5) Atlanta (89-73)      | (6) NY Mets (89-73)      | Washington (71-91)   | Miami (62-100)       |                      |                   |